# Joanic Grüttner Bacoul
Joanic Grüttner Bacoul (* 14. August 1995 in Berlin) ist ein deutscher Basketballspieler, der ebenfalls über die französische Staatsbürgerschaft verfügt. Er steht seit 2022 bei den Artland Dragons unter Vertrag.

## Laufbahn
Grüttner Bacoul spielte für den Tus Lichterfelde in Berlin, in der zweiten Herrenmannschaft sowie in der Jugend von Science City Jena, ehe er 2013 in die 2. Bundesliga ProB zum RSV Eintracht Teltow-Kleinmachnow-Stahnsdorf wechselte. Nach zwei Jahren bei den Brandenburgern veränderte er sich zur Saison 2015/16 innerhalb der ProB zur TG Würzburg.
Im Juni 2016 wurde er vom Erstligaverein BG Göttingen verpflichtet. Nach drei Jahren in Göttingen, in denen er 78 Bundesligaspiele für die „Veilchen“ bestritt, wechselte er im Sommer 2019 zu Medi Bayreuth. Dort erlitt er im Laufe des Spieljahres 2019/20 einen Mittelfußbruch. 2020 zog es zu Brose Bamberg weiter, um dort wie in Göttingen mit Trainer Johan Roijakkers zusammenzuarbeiten. In Bamberg blieb seine Einsatzzeit gering (rund sieben Minuten pro Bundesligaspiel), im Sommer 2021 schloss sich Grüttner Bacoul dem Zweitligisten Tübingen an. Mit der Mannschaft wurde er 2022 Vizemeister der 2. Bundesliga ProA, erzielte während der Saison 2021/22 4,1 Punkte je Begegnung. Hernach wechselte er zum Ligakonkurrenten Artland Dragons nach Quakenbrück.